# Sam Okoye
Sam Okoye (Lagos, 1º maggio 1980 – Teheran, 31 agosto 2005) è stato un calciatore nigeriano, di ruolo portiere.

## Carriera

### Nazionale
Nel 1999 ha partecipato, insieme alla selezione nigeriana under-20, al Campionato mondiale di calcio Under-20 in Nigeria.
Nel 2000 ha partecipato, insieme alla selezione nigeriana, ai Giochi della XXVII Olimpiade di Sydney.

## Palmarès

### Club

#### Competizioni internazionali
- CAF Champions League: 1

Enyimba: 2004
- Supercoppa CAF: 1

Enyimba: 2004